# Bilzingsleben
Bilzingsleben település Németországban, azon belül Türingiában. Lakosainak száma 669 fő (2017. december 31.).

## Népesség
A település népességének változása:

| 2014 | 709 |
| 2017 | 669 |